# Ukajribat
Ukajribat (arab. ‏عقيربات‎) – miasto w Syrii, w muhafazie Hama. W spisie z 2004 roku liczyło 2745 mieszkańców.

## Historia
Starożytna Occaraba, poświadczona na rzymskiej mapie Tabula Peutingeriana z IV wieku, znajdowała się przy drodze z Apamei do Palmyry. W miejscowości odkryto dużą mozaikę z V wieku.
Podczas wojny w Syrii miejscowość była kontrolowana przez terrorystów ISIS. 2 września 2017 pododdziały syryjskiej armii wsparte przez rosyjskie lotnictwo wyzwoliły Ukajribat, tym samym likwidując ostatni przyczółek ISIS w muhafazie Hamy.